# Eremocampe choresmiana
Eremocampe choresmiana is een vliesvleugelig insect uit de familie Tetracampidae. De wetenschappelijke naam is voor het eerst geldig gepubliceerd in 1986 door Sugonjaev.